# Glossario musicale (I-Q)

## I
<H-J>

### Idiofoni
Gli I. sono strumenti a percussione il cui suono è prodotto con la vibrazione del corpo stesso dello strumento, senza l'utilizzo di corde o membrane.
Questa famiglia è una delle cinque principali nella famosa divisione dei pionieri Erich von Hornbostel e Curt Sachs per la classificazione degli strumenti musicali. Gli idiofoni sono stati ulteriormente suddivisi in quattro sottocategorie: percussione, frizione, pizzico e ad aria. //⇒Aerofoni; Aerofoni; Cordofoni; Cordofoni; Idiofoni; Membranofoni; Membranofoni; Percussione

### Implicito, metro
//⇒ Metro, Metro

### Improvvisazione
Per I. si intende un'esecuzione musicale spontanea ed immediata, non vincolata dal sistema di scrittura o da un atto creativo che la preceda e che stabilisca i materiali esecutivi.
In realtà l'I. è spesso basata su modelli o stereotipi che fungono da guida ma che non costituiscono un impedimento troppo gravoso all'espressione personale dell'esecutore. In tal senso, l'I. si situa in un terreno centrale tra la composizione e l'esecuzione pura e semplice.
Vi sono casi nei quali l'I. è prevista dal compositore ed inserita nelle opere musicali. Può essere lasciata completamente alla libera iniziativa dell'esecutore (alea) o guidata attraverso prescrizioni più o meno rigide (alea controllata). //⇒ Improvvisazione; Improvvisazione nel jazz e nella musica in generale

### Improvviso
L'I. è un genere di composizione musicale avente carattere d'improvvisazione. È generalmente scritta per strumento solista (quasi sempre il pianoforte).
//⇒Improvviso

### In uno
Indicazione che il compositore appone accanto all'andamento per segnalare una particolare scrittura: ogni misura del brano va considerata un tempo di una misura più grande, non determinata esattamente dalla frazione metrica. In pratica, ogni stanghetta di misura non separa più una misura dall'altra, come nella scrittura usuale, ma divide un tempo dal successivo. Il metro reale, non essendo più determinato con esattezza, va quindi ricavato dall'accentuazione del brano stesso. Il compositore approfitta spesso di questa indicazione per effettuare cambi metrici, creando in pratica composizioni a metro variabile senza che questi cambi siano effettivamente segnalati.

### Inciso
È la più piccola parte del discorso musicale. Due incisi sono uguali a una semifrase e due semifrasi sono uguali a una frase e due frasi formano un periodo musicale

### Indeterminato, suono
Si dice di una sensazione uditiva nella quale non esiste una componente spettrale (frequenza) dominante. Gli strumenti a S.i. sono quindi essenzialmente quel genere di percussioni nelle quali non sia possibile identificare con chiarezza l'altezza del suono. In tal caso si preferisce spesso parlare di registri (2), grave, medio e acuto, per indicare l'ambito approssimativo dei suoni prodotti dallo strumento.
//⇒Nota

### Indici di ottava
Si dice I.d.o. un numero scritto in carattere minore – detto pedice – posto dopo il nome di una nota per indicare l'ottava alla quale quella nota appartiene. Per convenzione, in Italia l'ottava che ha inizio dal cosiddetto DO centrale è detta "ottava 3" e il DO suddetto viene contraddistinto dal pedice 3: DO3; di conseguenza tutte le note seguenti al DO3 saranno contraddistinte dallo stesso pedice: RE3, MI3, FA3, ecc. Le ottave precedenti all'ottava 3 saranno l'ottava 2, l'ottava 1, precedute a loro volta dalle ottave 0, -1 ("meno uno"), -2, ecc. mentre le ottave seguenti saranno le ottave 4, 5, ecc. Il sistema degli I.d.o. permette di indicare con esattezza l'altezza di un suono senza dover ricorrere alle note su rigo musicale. La convenzione degli indici di ottava varia da paese a paese: nei paesi anglosassoni, ad esempio, l'ottava centrale è detta "ottava 4".

### Intavolatura
Metodo di notazione musicale, ampiamente adottato a partire dal 1500, in cui la durata e l'altezza delle note vengono rappresentate con un codice di numeri, lettere e segni particolari. Questi segni vengono distribuiti su una rappresentazione grafica schematica della tastiera dello strumento, e quindi l'intavolatura è caratteristica di ogni singolo strumento (contrariamente alla notazione astratta di uso comune). Oggi viene adottata per indicare al chitarrista di musica leggera la corretta posizione delle dita nei vari accordi. Nei fiati è usata nelle tabelle sinottiche delle posizioni e talvolta insieme al rigo musicale per ricordare o suggerire determinate combinazioni di tasti e fori.
//⇒ Intavolatura

### Intensità
Dimensione del suono attinente alla forza con il quale esso è percepito. In musica viene segnalato attraverso i simboli di dinamica. L'unità di misura in fisica è il decibel.
//⇒ Intensità; Suono

### Interferenza
Fenomeno di sovrapposizione di due suoni. L'I., in musica, è responsabile delle sensazioni di consonanza e dissonanza.
//⇒ Interferenza

### Intero
I. o semibreve.
//⇒Figura

### Intervallo
L'intervallo, in musica, è la distanza fra due suoni. Si dice di due note suonate contemporaneamente (intervallo armonico) o in successione (intervallo melodico). //⇒ Intervallo.
//⇒Intervallo vocale

### Isocronia
Particolarità di più eventi di presentarsi sempre alla stessa distanza l'uno dall'altro, come lo scandire di un orologio o di un metronomo. Le forme di ritmo più diffuse nella musica occidentale sono a base isocrona.
//⇒Isocronia

## J
<I | K>

### Jam session
Si dice di evento musicale in cui i musicisti non sono parte di una formazione precostituita, ma formata estemporaneamente. Normalmente la jam session è basata sull'improvvisazione: i musicisti suonano senza aver provato assieme in precedenza i brani che stanno eseguendo; è frequente nel jazz e nel blues. //⇒ Jam session

### Jazz
Genere musicale che fu creato negli USA, all'inizio del XX secolo, dalla popolazione afroamericana. Il jazz dà grande spazio agli interpreti, e dà grande spazio all'improvvisazione.
//⇒Jazz

## K
<J | L>

### K
Prefisso utilizzato per indicare brani di Wolfgang Amadeus Mozart catalogati secondo il Catalogo Köchel

## L
<K | M>

### Lauda
Canzone sacra dialettale in Italia nel tardo medioevo e nel rinascimento. Essa tornerà popolare nel XIX secolo. Inizialmente monodica, verso i primi anni del XV secolo divenne polifonica.
//⇒Lauda

### Lv
Abbreviazione di "lasciar vibrare". In uso prevalentemente negli strumenti a percussione, indica che la vibrazione va lasciata estinguersi senza ulteriori interventi del musicista.

### Legato
Espressione che prescrive un'esecuzione priva di pause tra un suono e l'altro. In sostituzione, può essere utilizzata la legatura di portamento o la litote "non staccato". Si oppone a staccato.
//⇒ Legato

### Legatura
Simbolo grafico consistente in una linea curva che unisce due note. Nel caso che siano della stessa altezza (legatura di valore), si ha come risultante una note che somma il valore delle due note componenti; nel caso unisca due o più note di diversa altezza, è detta legatura di portamento o legatura di frase e attiene all'Articolazione. Questo tipo di legatura è eseguito diversamente a seconda se destinato al canto o ad uno strumento, in relazione alla natura di questo (sarà differente se è uno strumento ad arco, a fiato, o un pianoforte, e così via), ma in linea generale indica che le note interessate devono essere unite strettamente. L'effetto opposto al legato è lo staccato.

### Leggiadro
Anche agile. Indicazione agogica.

### Legni
//⇒Legni

### Levare
//⇒Levare

### Libro corale
Pagina musicale per voci, nella quale queste siano scritte separatamente e sistemate su due facciate in modo da essere lette a libro aperto. A volte alcune parti vocali sono stampate in modo da essere lette dagli esecutori posti di lato o anche rovesciate, per chi è posto di fronte a chi legge il libro.
//⇒Cartina; Libro corale; Partitura (4); Particella

### Lidia, scala
La scala lidia dovrebbe essere più propriamente chiamata modo lidio, in quanto non può essere avulsa dal contesto delle sette scale modali.
Secondo l'accezione odierna, che si distingue nettamente dal concetto dell'antica musica greca - che dava lo stesso nome di "lidia" ad una scala discendente ben diversamente costruita - la scala lidia in questione è il modo che inizia dal IV grado di una comune scala maggiore. Ad esempio, prendendo come riferimento la scala di Do maggiore (do re mi fa sol la si do), la scala lidia sarà costruita sul IV grado della scala in questione, si chiamerà perciò "fa lidio", e sarà dunque composta dalle note: fa sol la si do re mi fa. Analogamente, per esempio, la scala di re lidio si ottiene utilizzando le stesse note della scala di La maggiore (di cui il re è IV grado); dunque si ha che la scala di re lidio è così composta: re mi fa# sol# la si do# re.
Quando una composizione è basata sulla scala lidia, pertanto ha un carattere modale, è necessario che nella melodia sia particolarmente evidenziato il IV grado alzato, che si distingue a livello di sonorità dal quarto grado della scala maggiore. Ad esempio, componendo in do lidio (do re mi fa# sol la si do) si metterà in evidenza la quarta lidia, nel caso specifico il fa#, che contraddistinge questo modo dalla comune scala di do maggiore (nella quale il fa è naturale e non diesis).
Anche nell'armonia di una musica in modo lidio si darà la precedenza agli accordi che contengono la nota modale caratteristica  - nell'esempio precedente il fa#; così in do lidio saranno più utilizzati gli accordi di do maggiore (in qualità di accordo tonale), di re maggiore, di fa# diminuito e di si minore (in quanto tutti e tre contengono il fa#).
Il modo lidio è il più brillante di tutti i sette modi, all'opposto del locrio che è il più cupo. Per l'orecchio occidentale assuefatto alle scale maggiori e minori, suona come una scala maggiore con la sottodominante innalzata. È particolarmente utilizzato nella musica napoletana. La vecchia sigla della trasmissione serale 'l'almanacco del giorno dopo' prevedeva una melodia lidia.

### Linea di simultaneità
//⇒Sistema

### Linea
-Linea del [pentagramma]

### Lira
//⇒Lira (strumento musicale)

### Liutaio
//⇒Liutaio

### Liuteria
//⇒Liuteria

### Liuto
//⇒Liuto

### Live electronics
Pratica di manipolazione dei suoni di origine acustica o elettroacustica in tempo reale, cioè durante l'esecuzione. Tale manipolazione può avvenire sia a livello di elaborazione sia di riproduzione, attraverso l'uso di strumenti appositamente progettati per la musica elettroacustica, ovvero di sintetizzatori e computer.
//⇒Live electronics

### Longa, duplex; Longa, dupla
//⇒Massima

### Loudness
In quasi tutti gli amplificatori HiFi esiste un pulsante per l'inserimento del Loudness. L'inserzione di tale dispositivo porta ad un miglioramento dell'ascolto, in quanto tiene conto dell'udito rispetto al livello di riproduzione. In pratica il Loudness enfatizza i toni bassi e i toni alti quando il livello di ascolto è basso. A livelli di ascolto elevati il loudness non interviene anche se inserito.

### Lunga; Longa; Longa, simplex
//⇒Lunga (musica)

## M
<L | N>

### Mandolino
//⇒Mandolino

### Marcia; Marciato; Marziale
//⇒Alla marcia;

### MM
Acronimo di Metronomo Mälzel, sigla che identifica l'indicazione metronomica dell'andamento di un brano musicale in pulsazioni al minuto. //⇒BPM, Metronomo, Tempo, Ritmo

### Ms
Abbreviazione per mezzosoprano.

### Massima; Maxima
//⇒Massima (musica)

### Melodia
//⇒Melodia

### Melodica, scala
Scala minore che, rispetto alla scala naturale, presenta un innalzamento cromatico del VI e del VII grado in senso ascendente, che poi vengono riabbassati in senso discendente.

### Membranofoni
Famiglia di strumenti a percussione in cui il suono è generato da una membrana opportunamente tesa e percossa. Generalmente le vibrazioni vengono amplificate da un'apposita cassa di risonanza. Sono strumenti dalla tradizione antichissima che ancora oggi trovano un ampio uso in ogni genere musicale. //⇒ Membranofoni.

### Menestrello
Dal latino "MInisterialis", è una figura diffusasi intorno al IX secolo d.C. che svolgeva molteplici funzioni, come quella di giocoliere o di "postino" di corte. Egli si esibiva nelle piazze, nelle fiere o nelle feste, dove suonava musica profana (che era spesso trasmessa oralmente, e quindi non scritta). Solo i più fortunati erano ammessi alle corti e potevano vivere senza molti problemi. È una figura importante per ciò che riguarda il repertorio di musica profana insieme ai Chierici Vaganti ed i Goliardi.

### Messa
//⇒Messa

### Metro
Ritmo di base di una composizione musicale, fondato sull'interazione di diverse ed infinite serie di pulsazioni, dette serie metriche, in vario rapporto l'una con l'altra. Si parla di M. esplicito quando esso viene reso evidente attraverso gli accenti (1) del brano; un M. si dice invece implicito quando la musica non presenta un'accentuazione tale da suggerirlo.
- Serie metriche. Le pulsazioni delle quali è formato il M. si dicono serie metriche ed hanno tradizionalmente questo assetto:

- serie delle misure, la serie metrica più lenta
- serie dei tempi, più veloce della precedente e in rapporto di 2/1, 3/1,... fino ad 7/1 con quella precedente
- serie delle suddivisioni, ancora più veloce ed in rapporto 2/1 e 3/1 con la serie dei tempi
- le serie seguenti non hanno vocaboli che le contraddistinguano e si trovano tutte in rapporto 2/1 rispetto alla serie loro superiore

- Tempi per misura. Il M., in base al rapporto misure/tempi, si classifica in:

- M. binario, 2 tempi per misura
- M. ternario, 3 tempi per misura
- M. quanternario, 4 tempi per misura
- M. quinario, 5 tempi per misura
- M. senario, 6 tempi per misura
- M. settenario, 7 tempi per misura

I metri binario e ternario sono detti primari mentre gli altri sono secondari perché risultanti dall'addizione di due o più metri primari.
I metri quaternario e senario sono detti secondari regolari perché risultanti dall'addizione dello stesso metro primario per sé stesso (2+2 per il metro quaternario; 2+2+2 o 3+3 per il senario) mentre i metri quinario e settenario sono detti irregolari perché ricavati dall'addizione di metri primari diversi (2+3 per il quinario e 2+2+3 per il settenario).
- Suddivisioni per tempo. In base al rapporto tempi/suddivisioni, si dirà:

- M. semplice, 2 suddivisioni per tempo
- M. composto, 3 suddivisioni per tempo
- M. àksak, variamente 2 e 3 suddivisioni per tempo

//⇒ Metro

### Metronomo
Congegno meccanico inventato ad inizio Ottocento dal tedesco Mälzel che emette una serie isocrona di pulsazioni acustiche o luminose ed utilizzato per determinare con esattezza la velocità delle serie metriche di un brano musicale. Unità di misura è il numero di battiti al minuto, che varia nella pratica comune tra 40 e 200. In genere si utilizza la sigla "MM" (Metronomo Mälzel) accanto al numero di pulsazioni al minuto.
//⇒ Metro; Metronomo; Battiti per minuto

### Mf
Scritto minuscolo e corsivo, abbreviazione di mezzoforte.

### Minima
//⇒Minima

### Minnesang
//⇒Minnesang

### Minnesanger
//⇒Minnesanger

### Misura
Per M. (o battuta) si intende tradizionalmente lo spazio del rigo musicale compreso tra due stanghette o tra l'inizio del rigo e la prima stanghetta. In realtà si tratta di una serie metrica, l'unica ad avere una rappresentazione grafica in partitura. //⇒ Misura

### Modale, musica
//⇒ Musica modale

### Modale
1. Terzo grado di una scala diatonica. Sinonimi sono:
- caratteristica, poiché (come del resto anche il termine M.) nel sistema dualistico classico occidentale, formato essenzialmente da soli due modi, la sua distanza dalla tonica determina se il modo è maggiore (a distanza di due toni) o minore (un tono e un semitono);
- mediante, perché nota centrale dell'accordo di tonica).

/⇒Tonica; Caratteristica; Caratteristica; Grado
2. Dicesi di scala antica o tratta dal repertorio popolare o non occidentale, in contrapposizione a tonale.
/⇒Scala; Scala

### Modulazione
//⇒ Modulazione

### Monodia
Musica composta per una sola linea melodica senza accompagnamento. Si parla invece di M. accompagnata nel caso di composizione polifonica nella quale sia dato rilievo ad una linea portante mentre alle altre sia stato lasciato il ruolo di sfondo.
//⇒Monodia; Polifonia

### Monogramma
Rigo musicale per le percussioni a suono indeterminato.

### Monolineare
//⇒ Monodia

### Mordente
Gruppetto di note (in genere da 1 a 4) legate ad una nota principale.
//⇒ Abbellimento

### Mp
Scritto minuscolo e corsivo, abbreviazione di mezzopiano.

### Musica
La Musica è l'arte dei suoni. //⇒ Musica

### Musica profana
//⇒Musica sacra

### Musica sacra
//⇒Musica sacra

### Musicologia
//⇒Musicologia

### Musicoterapia
//⇒Musicoterapia

### Muting
Negli strumenti elettronici e negli apparecchi audio rappresenta l'azione dell'"ammutire" il suono, ovvero di portarne il volume a zero rendendolo non udibile.

## N
<M | O>

### Napoletana

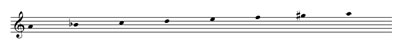
scala napoletana

Scala minore armonica col secondo grado abbassato.

### Naturale
Che appartiene alla scala naturale, cioè a quell'insieme di suoni corrispondenti ai tasti bianchi degli strumenti a tastiera. Questa successione di suoni non è una vera e propria scala ma piuttosto un raggruppamento di tutto il materiale sonoro utilizzato nella teoria musicale della Grecia antica, base speculativa per la teoria musicale occidentale. In particolare, la scala naturale è tratta dal Sistema perfetto maggiore, una successione di due ottave che si estendeva dal La1 al La3, concepita come unione di tutti suoni diatonici.

### Neuma
Nella notazione musicale medievale è il segno che indica l'insieme delle note presenti su un'unica sillaba.
//⇒Neuma

### Nona
//⇒Intervallo

### Nota
//⇒ Nota musicale

### Nota del lupo
La cosiddetta nota del lupo si produce quando il musicista si trova a emettere una nota vicina o coincidente con frequenza di risonanza del corpo dello strumento musicale, con un rafforzamento artificiale dell'emissione sonora (con possibile emissione di battimenti quando le due frequenza quasi coincidono). Il nome deriva dal fatto che le oscillazioni di intensità sonora dovute ai battimenti possono richiamare le variazioni di emissioni degli ululati del lupo.

### Pianoforte

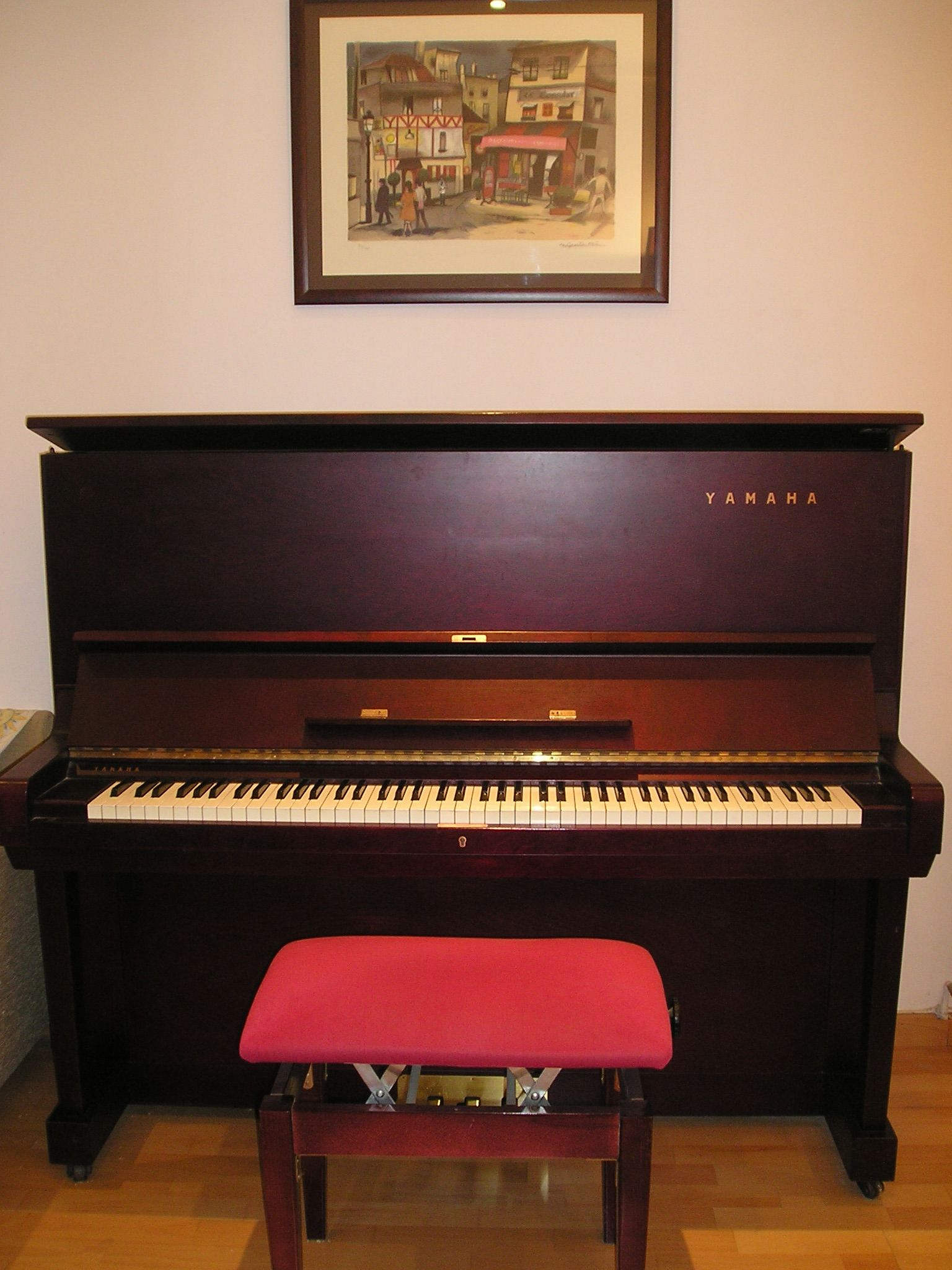
Pianoforte verticale

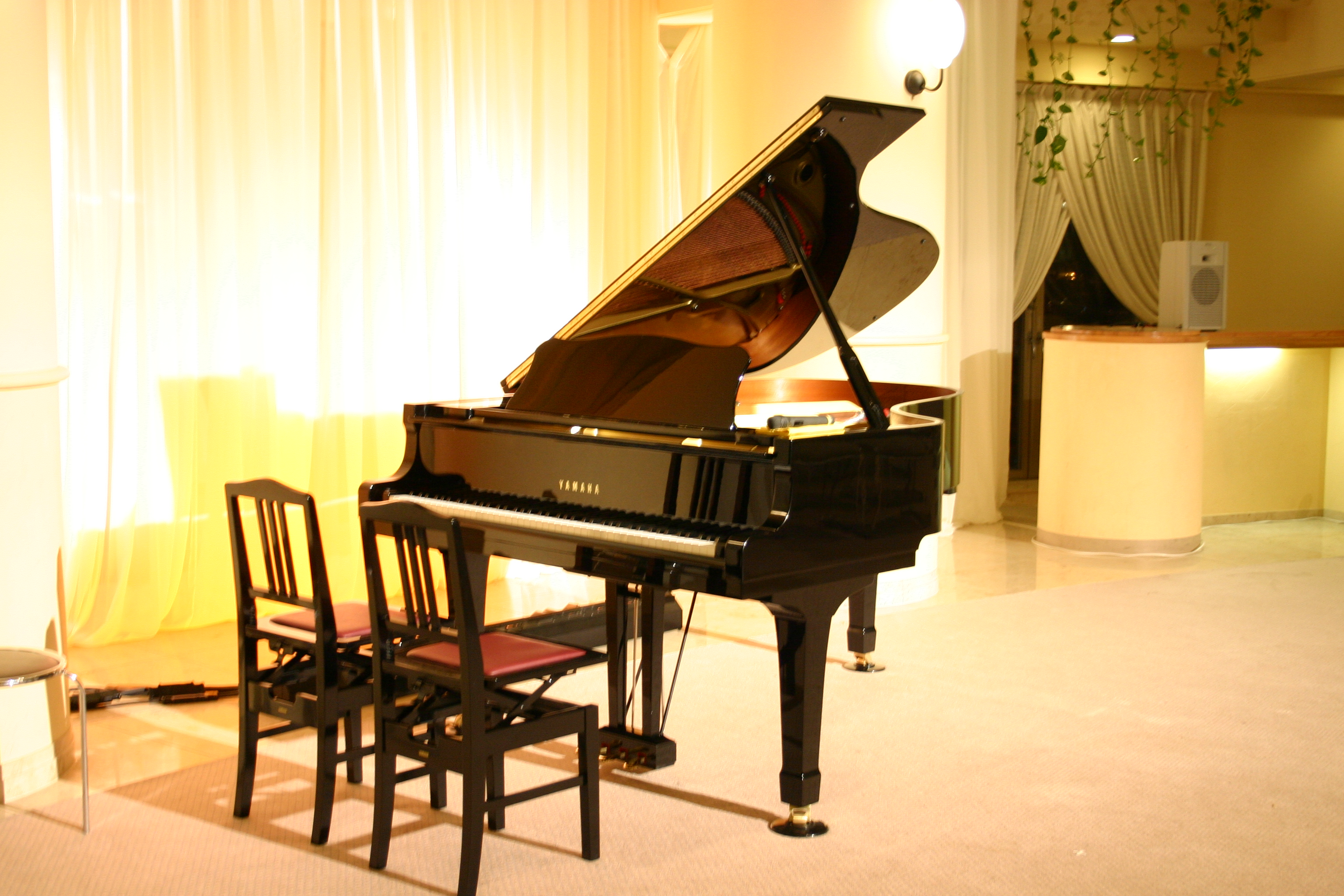
Pianoforte a mezza coda

### Notazione mensurale
//⇒Notazione mensurale

### Notazione metense
//⇒Notazione metense

### Notazione modale
//⇒Notazione modale

### Notazione quadrata
//⇒Notazione quadrata

### Notazione sangallese
//⇒Notazione sangallese